# Mediona
Mediona település Spanyolországban, Barcelona tartományban. Lakosainak száma 2637 fő (2024).

## Földrajza
Mediona La Llacuna, Carme, La Torre de Claramunt, Cabrera d’Anoia, Sant Pere de Riudebitlles, Sant Quintí de Mediona és Font-rubí községekkel határos.

## Népesség
A település lakosságának változását az alábbi diagram mutatja:
| Lakosok száma | 471  | 1485 | 1744 | 1432 | 989  | 1757 | 2360 | 2311 | 2322 | 2637 |
|               | 1717 | 1887 | 1936 | 1960 | 1986 | 2004 | 2009 | 2014 | 2019 | 2024 |